# AO-62
AO-62是由彼得·特卡乔夫在1965年设计。使用5.45x39毫米型子弹，并导致了AN-94的诞生。它使用一种特殊装置进行后坐力操作，该装置在前三发子弹发射时可以抵消后坐力。它类似于H&K G11突击步枪。